# Islero (toro)

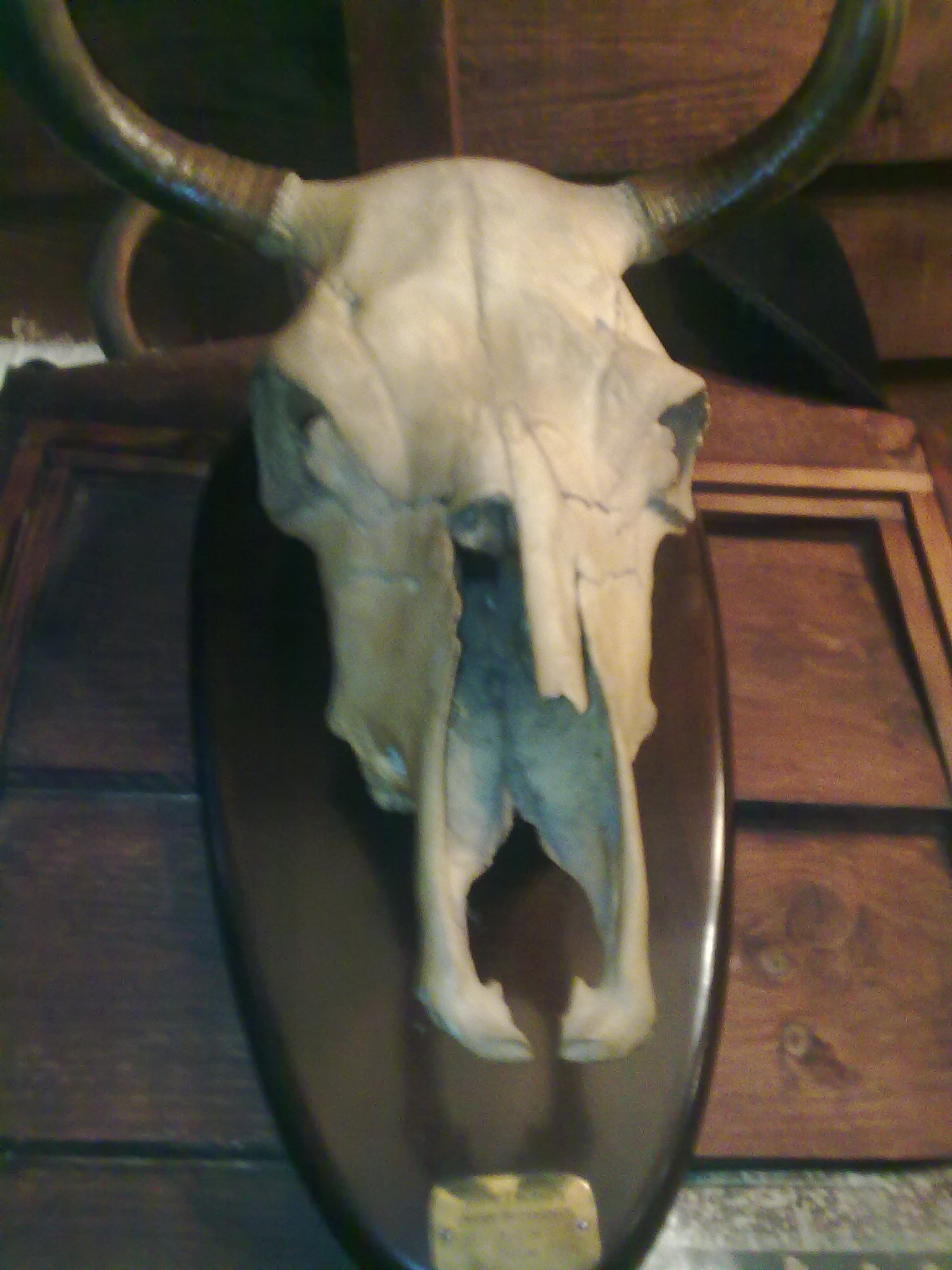
Trofeo con la testa di Islero.

Islero è stato un toro da corrida spagnolo che divenne noto per aver ucciso il 28 agosto 1947 il famoso torero Manolete; aveva il peso di 495 kg, ed apparteneva all'allevamento di Eduardo Miura.
La cornata fatale di Islero a Manolete, fu portata nella zona della coscia, provocando la recisione dell'arteria femorale, l'animale dopo il primo colpo cercò di incornare ulteriormente il torero.
La casa automobilistica Lamborghini, ha chiamato nel 1968 una sua vettura col nome dell'animale.
Il modo di dire spagnolo Ser el toro que mató a Manolete (Essere il toro che uccise Manolete) significa essere accusati di ogni nefandezza al di là delle proprie effettive colpe, questo perché più che ai colpi del toro, la causa della morte del torero fu da addebitarsi alle cattive cure ricevute dopo il ferimento.